# Q2 스타디움
Q2 스타디움(Q2 stadium)는 미국 텍사스주 오스틴에 위치한 축구 전용 경기장이다. MLS의 오스틴 FC 홈경기장으로 사용하고 있다.